# Варданян, Рубен Карленович
Рубе́н Карле́нович Варданя́н (арм. Ռուբեն Կառլենի Վարդանյան; род. 25 мая 1968, Ереван) — российско-армянский бизнесмен, миллиардер, бывший государственный министр непризнанной Нагорно-Карабахской республики.
Соучредитель Гуманитарной инициативы «Аврора», инициатор идеи, один из основателей и первый президент (2006—2011) Московской школы управления «Сколково», сооснователь UWC Dilijan College в Армении, основатель Philin («Инфраструктура благотворительности»), основатель и партнёр Phoenix Advisors, бывший руководитель и основной партнёр инвестиционной компании «Тройка Диалог» (1992—2012).
С 2011 года Варданян входил в рейтинг богатейших людей России по версии Forbes, на 2021 год состояние составляло 1 миллиард долларов США.
В сентябре 2023 года был задержан на границе Азербайджана при попытке выехать из Нагорного Карабаха в Горис Сюникской области Армении.

## Биография
Родился 25 мая 1968 года в Ереване. В 1985 году окончил с золотой медалью ереванскую школу № 20. В 1985 году поступил на экономический факультет МГУ, после первого курса служил в Вооружённых Силах СССР (отсрочка студентам тогда не предоставлялась), затем вернулся в вуз и в 1992 году окончил его с отличием.
Стажировался в Banca CRT в Италии, окончил курсы по развивающимся рынкам Merrill Lynch в Нью-Йорке (1992).
В дальнейшем проходил краткосрочные программы в INSEAD (Фонтенбло, Франция; 2000), Гарвардской бизнес-школе (2001, 2005, 2018), Йельском университете и Высшей школе бизнеса Стэнфордского университета (2012 и 2013) и Наньянском технологическом университете в Сингапуре (в рамках сообщества Forum of Young Global Leaders Всемирного экономического форума.
19 июня 2021 года Рубен Варданян заявил о получении гражданства Армении. «Осознаю, что становясь общественным деятелем, я беру на себя большой груз и ответственность, но другого пути не вижу», — заявил Варданян.
1 сентября 2022 года Рубен Варданян отказался от гражданства России и переехал в Нагорный Карабах. Все российские активы он решил передать в семейный фонд, а управление — партнёрам.
20 октября 2022 года Варданян согласился занять должность главы правительства непризнанного государственного образования Нагорно-Карабахской республики. Варданян вступил в должность 4 ноября 2022 года и пробыл в ней три с половиной месяца, до 23 февраля 2023 года.
27 сентября 2023 года Госпогранслужба Азербайджана сообщила, что Варданян был задержан на пограничном пункте «Лачин» при движении из Нагорного Карабаха в направлении Армении и доставлен в Баку. На следующий день Служба государственной безопасности Азербайджана сообщила, что Варданян обвиняется по трём статьям Уголовного кодекса Азербайджана, включая финансирование терроризма, создание незаконных вооружённых формирований, а также незаконное пересечение границы.

### Предпринимательская деятельность

#### «Тройка Диалог»
В ноябре 1990 года Рубен познакомился с Петром Дерби, американцем русского происхождения, который хотел развивать инвестиционный бизнес в России и собирался зарегистрировать свою брокерскую компанию. Дерби предложил Рубену присоединиться к его команде. Тот был ещё студентом экономического факультета МГУ, но уже работал в «Менатеп-Инвесте», где руководил группой анализа инвестиционных проектов. Рубен согласился уйти в никому не известную «Тройку», отказавшись от зарплаты 1000 долл., и получать $100 ради перспектив, которые открывала эта работа. Как вспоминает Варданян, 25 декабря 1990 года вышло постановление о российском фондовом рынке, а уже 18 января 1991 года брокерская компания «Тройка Диалог» была зарегистрирована Минфином РСФСР. Варданян работал в компании со дня её основания: в 1991—1992 годах — экспертом, начальником отдела по первичному размещению, а уже с 1992 года руководил «Тройкой Диалог», занимая посты исполнительного директора, затем президента, CEO и председателя совета директоров группы компаний «Тройка Диалог», вплоть до продажи компании.
В 1996 году была зарегистрирована управляющая компания, в начале 2000-х открылись офисы в Нью-Йорке и Лондоне. На март 2011 63,6 % «Тройки Диалог» принадлежало партнёрству сотрудников, в том числе 40 % председателю совета директоров группы Рубену Варданяну. По результатам 2010 финансового года активы «Тройки» составляли $5,75 млрд, капитал — $872 млн, прибыль — $42,346 млн.
11 марта 2011 года было объявлено, что «Сбербанк» покупает 100 % «Тройки Диалог», о закрытии сделки было объявлено 23 января 2012 года. В рамках интеграции Сбербанка и инвестиционной компании «Тройка Диалог» был создан Sberbank CIB — корпоративно-инвестиционный бизнес. В 2012 году произошла интеграция бизнесов по управлению активами: объединились продуктовые линейки и команды управляющих УК Сбербанка и УК «Тройка Диалог» на базе последней. В 2018 году Сбербанк принял решение объединить инвестиционный и корпоративный бизнес в один блок.
После продажи «Тройки Диалог» до 2015 года Варданян был соруководителем Sberbank CIB, советником президента и председателя правления Сбербанка.
Сбербанк купил 100 % «Тройки Диалог» за $1 млрд. Кроме того, по условиям сделки партнёры «Тройки» получили вознаграждение по результатам работы за три года. Второй этап расчетов по покупке «Тройки» был осуществлен в третьем квартале 2013 года. Standard Bank и партнерство получили $350 млн. Таким образом, сумма сделки в итоге составила $1,35 млрд. До сделки основным акционером партнёрства с долей 40 % был Варданян, так что его пакет оценивался в $560 млн. Однако в качестве оплаты он в составе консорциума инвесторов получил акции АвтоВАЗа (20,5 %) и КамАЗа (27,3 %), которые в последующие годы были реализованы по большей цене. Благодаря этому Forbes в 2013 году оценивал состояние Варданяна в $800 млн.
4 марта 2019 года журналисты Проекта по расследованию коррупции и организованной преступности (OCCRP) опубликовали расследование «Ландромат Тройка», в котором описали созданную «Тройкой Диалог» сеть из 76 офшорных компаний, через которые прошло порядка 4,6 млрд долларов. Авторы расследования убеждены, что менеджеры «Тройки» имели непосредственное отношение к работе сети офшоров, но не выдвигают обвинений против Рубена Варданяна. В дисклеймере к расследованию, тем не менее, говорится, что нельзя утверждать, что какие-либо из транзакций, проводившихся сетью компаний, связанных с «Тройкой Диалог», были незаконными. Нельзя также утверждать, что соответствующие структуры «Тройки» знали о преступности источников данных средств. Согласно тому же дисклеймеру, операции через систему офшорных компаний были рыночной нормой для России того времени, а их целью была защита конфиденциальности владельцев и собственности от рейдерских атак. Рубен Варданян на обвинения в адрес компании ответил, что действовал в интересах клиентов, и в то время был совсем другой подход к международной финансовой деятельности; с криминалом он не имел дел и действовал в рамках закона.
14 марта 2019 года 22 депутата Европарламента подписали открытое письмо главе Еврокомиссии Жан-Клоду Юнкеру с просьбой помочь в проведении расследования в отношении «Тройки Диалог», Рубена Варданяна и бывшего владельца литовского банка Ukio Владимира Романова, получившего политическое убежище в России.
В сентябре 2019 года прокуратура Австрии не нашла оснований для официального расследования деятельности офшорной сети «Тройки Диалог». Проекта по расследованию коррупции и организованной преступности (OCCRP)в своем досье отметил, что против Варданяна нет никаких обвинений. Помимо этого американский политический обозреватель Майкл Рубин заявил, что теперь OCCRP, похоже, оправдали его.

#### Инвестиционная деятельность после «Тройки»
В 2013 году, после продажи «Тройки Диалог», Рубен Варданян вместе с управляющим директором и экс-партнёром «Тройки Диалог» Михаилом Бройтманом создал инвестиционную компанию «Варданян, Бройтман и партнёры», которая в интересах клиентов занимается структурированием сделок, привлечением инвестиций, прямым управлением активами и организацией сделок по инвестированию в традиционные и венчурные проекты. По данным на июль 2018 года, Рубен Варданян владеет 75 % «Варданян, Бройтман и партнёры».
В числе активов Рубена Варданяна, которыми управляет «Варданян, Бройтман и партнёры», доли в армянском частном банке Ameriabank (заработавшем после российского вторжения на Украину 2022 г. за счёт арбитражных операций с рублём ушедших иностранных инвесторов и компаний, нарастив выручку в 5 раз — до 109 млн долл.) и ряде венчурных проектов (в частности, Lamoda, Pronutria, NtechLab и VCV). В 2015 году компания приобрела 40 % железнодорожного оператора «БалтТрансСервис». Значительная часть инвестиций компании связана с управлением недвижимостью. Ещё в декабре 2013 года Рубен Варданян получил 50 % в инвестирующем в российскую недвижимость фонде Romanov Property Holdings Fund (RPHF). Другие 50 % принадлежали компании RD Group Гагика Адибекяна. По данным на декабрь 2015 года, фонд владел бизнес-центром «Романов двор» недалеко от Кремля, люксовыми торговыми центрами в Москве, такими как «Времена года» на Кутузовском проспекте и Dream House в Барвихе, а также «ОБИ Боровское» (Москва) и «ОБИ Пулковское» (Санкт-Петербург). В декабре 2015 года RPHF объявил о создании стратегического партнерства по управлению коммерческой недвижимостью, как собственной, так и сторонними проектами, с немецкой компанией ECE. В июле 2017 года СП ECE Russland получило в управление Центральный Детский Магазин на Лубянке. В феврале 2018 года стало известно, что Варданян и Адибекян разделят недвижимость, которая на тот момент оценивалась в сумму более 1 млрд долларов. Варданяну достанутся офисные помещения, в том числе московский деловой квартал «Романов двор» и доля в бизнес-центре «Воздвиженка» (бывший «Военторг»). В декабре 2019 года Варданян продал принадлежавшую ему десятипроцентную долю в бизнес-центре на Воздвиженке китайскому конгломерату Fosun. Эксперты оценивали сделку в сумму от 900 млн до 1,5 млрд руб.
В 2015 году Варданян открыл компанию Phoenix Advisors, которая предлагает услуги по защите и управлению благосостоянием семьи и помогает бизнесменам выработать план преемственности.
В 2018 году Варданян и оператор системы возврата НДС Global Blue объявили о создании в России совместного предприятия «Global Blue Россия», оно будет участвовать в запуске в России системы tax free.
В том же году пространство проектов Рубена Варданяна стало партнером бизнес-клуба «Атланты», который в 2017 году создал петербургский предприниматель Михаил Воронин. По данным газеты «Коммерсантъ», Варданян вошёл в капитал компании, выкупив 50% её акций на условиях cash-in. По данным источника Forbes, близкого к одной из сторон, сумма сделки могла составить от $7 до $10 млн. Привлеченные средства пошли на развитие инфраструктуры сообщества, включая digital-платформу, онлайн-академию, создание собственных медиаканалов, а также продвижение бизнес-клуба и создание новых образовательных продуктов.
В 2020 году «Фонд борьбы с коррупцией» опубликовал расследование, касающееся компании Santerna Holdings Limited, принадлежащей Варданяну. Ссылаясь на общедоступные годовые отчёты Santerna, расследование показало, что в 2016 году Santerna инвестировала почти $33,45 млн в компанию «Лучано», принадлежащую Гульсине Миннихановой, жене президента Татарстана Рустама Минниханова. Годовые отчёты показали, что аудиторы Santerna списали убытки от обесценивания актива в размере $26,8 млн вскоре после инвестиции, уменьшив долю Santerna в «Лучано» до $6,6 млн. В 2018 году Santerna вложила ещё $10 млн в «Лучано». Спустя несколько месяцев те же аудиторы списали ещё $11,6 млн в виде убытков от обесценивания, в результате чего стоимость инвестиций Santerna снизилась до $5 млн. Основываясь на этой финансовой деятельности, в результате которой Santerna дважды добровольно переплачивала, Фонд борьбы с коррупцией утверждал, что компания Варданяна сделала два замаскированных подарка или взятки жене президента Татарстана. После обеих инвестиций журналисты-расследователи обнаружили роскошную недвижимость на миллионы долларов, принадлежащую семье Минниханова. Варданян отверг эти обвинения.

#### Участие в управлении компаниями
В 2002—2004 годах был генеральным директором «Росгосстраха», являясь одновременно главой «Тройки Диалог».
По данным на октябрь 2019 года, Рубен Варданян входит в советы директоров ПАО «КАМАЗ», ЗАО «Америабанк» и Global Blue Russia Holdings B.V., является членом инвестиционного комитета Avica Property Investors International, членом попечительского совета НО «Инвестиционно-венчурный фонд Республики Татарстан» и председателем редакционного совета международного делового журнала BRICS Business Magazine. В разное время входил в советы директоров, экспертные и консультативные советы ведущих российских и зарубежных компаний в различных отраслях (ПАО «Соллерс», ПАО «АвтоВАЗ», ПАО «Сибур Холдинг», ПАО «Новатэк», АО «Гражданские самолёты Сухого», АО «Международный аэропорт Шереметьево», ПАО СК «Росгосстрах», Международная финансовая корпорация (США), Standard Bank Plc. (Великобритания), Marsh & McLennan Companies (США) и др.).

## Переезд в Нагорный Карабах и задержание
Осенью 2022 года Рубен Варданян отказался от российского гражданства и переехал в Нагорный Карабах, а предложение возглавить правительство получил после переезда. Своими основными задачами Варданян назвал обеспечение безопасности, координацию людей и обеспечение достойного уровня жизни не только в городах, но и в деревне. По его словам, он поставил цель — построить успешное общество в НКР с сильной экономикой и социальными институтами в условиях многолетнего конфликта. Комментируя свой переезд в Нагорный Карабах, Варданян назвал события в республике даже более болезненными для Армении, чем тема украинских событий для России.
Осенью 2022 года Варданян основал агентство территориального развития «Мы — наши горы», которое реализует программы развития Арцаха и Сюника. Деятельность сконцентрирована на гуманитарных и благотворительных проектах: восстановление жилых домов, создание резервных источников электроэнергии и установка солнечных водонагревателей, предоставление автомобилей для медицинских нужд, организация образовательных и развлекательных мероприятий и т.д.
4 ноября 2022 года был назначен государственным министром (глава правительства) республики. 23 февраля 2023 года был освобождён от этой должности под давлением Азербайджана — отставка Варданяна была одним из ключевых требований Азербайджана для разблокировки Лачинского коридора.
27 сентября 2023 года бывший госминистр НКР Рубен Варданян был задержан на Лачинском КПП, а затем доставлен в Баку. Это стало следствием начала боевых действий в Нагорном Карабахе в сентябре 2023 года. Армения обратилась в Европейский суд по правам человека с требованием обязать азербайджанские власти предоставить информацию о местонахождении и состоянии Варданяна.
28 сентября 2023 года Служба государственной безопасности Азербайджана предъявила обвинения Варданяну. Суд в Баку избрал в отношении Варданяна меру пресечения в виде лишения свободы на четыре месяца.
30 сентября 2023 года в Ереване состоялась акция в поддержку Варданяна.
2 октября 2023 года дети Рубена Варданяна обратились к мировым лидерам, правозащитникам и средствам массовой информации с просьбой о помощи в освобождении их отца. Через два дня в поддержку Варданяна подписали открытое письмо российские деятели культуры, науки и образования. Позже открытое обращение в поддержку Варданяна было опубликовано от сообщества выпускников Школы управления «Сколково».
3 октября 2023 года уполномоченный по правам человека Азербайджана Сабина Алиева посетила в Баку Рубена Варданяна. В сообщении офиса омбудсмена говорится, что Варданян прошёл первичный медосмотр. Также был проведён мониторинг обеспечения его прав в порядке, предусмотренном законодательством.
5 октября 2023 года на заседании дискуссионного клуба «Валдай» президент Владимир Путин сказал, что Россия ждёт от азербайджанских властей проявления «соображений гуманитарного характера» в отношении бывшего руководства Нагорного Карабаха. В тот же день Азербайджан предоставил ЕСПЧ информацию о состоянии Рубена Варданяна. При этом Армения потребовала у ЕСПЧ обязать Азербайджан освободить бывших лидеров НКР, в числе которых Рубен Варданян.
9 октября 2023 года, по информации азербайджанских медиа, суд отклонил апелляционную жалобу Варданяна на решение о его задержании, которую подала его адвокат Афет Газиева.
12 октября 2023 года сын Рубена Варданяна Давид заявил, что его отец ненадолго позвонил матери и сказал, что он в нормальном состоянии и скучает, а также попросил позаботиться о тех, кто пострадал в результате событий в НКР.
19 апреля 2024 года Варданян объявил голодовку. Его семья потребовала освободить всех армянских политзаключённых в Азербайджане.
17 января 2025 года в Баку стартовал судебный процесс над Варданяном.

## Благотворительность и меценатство
С 2006 года Рубен Варданян входит в совет Фонда поддержки творческих и инновационных проектов «Черешневый лес», а с 2018 года — в совет фонда «Расширение пространства», в числе проектов которого — преобразование в культурное пространство ГЭС-2, некогда снабжавшей электричеством центр Москвы.
В 2006—2012 годах был членом совета фонда Государственного музея изобразительных искусств им. А. С. Пушкина.
В разные годы оказывал поддержку Российскому национальному оркестру под руководством Михаила Плетнёва и Американо-российскому оркестру молодых исполнителей, входя в попечительские советы обоих музыкальных коллективов (1996—2006 и 2001—2003 соответственно).

### Развитие образования
Часть проектов Рубена Варданяна связана с образовательными инициативами в России и СНГ. Он является партнёром-учредителем, заместителем председателя международного попечительского совета Московской школы управления «Сколково». С 2006 по 2011 год являлся президентом школы.
Рубен Варданян является председателем экспертного совета созданного в 2013 году по его инициативе Центра управления благосостоянием и филантропии бизнес-школы «Сколково», который способствует развитию предпринимательства в России через создание юридической и образовательной инфраструктуры. Он также возглавляет наблюдательный совет Института исследований развивающихся рынков бизнес-школы Сколково (SIEMS).
Варданян входит, либо входил ранее в советы ряда образовательных учреждений России и других стран: попечительские советы Российской академии народного хозяйства и государственной службы при Президенте РФ (РАНХиГС) (с 2014 года) и экономического факультета Московского государственного университета им. М. В. Ломоносова (2014—2017); международные консультативные советы бизнес-школы Fundação Dom Cabral (Бразилия) (с 2009 года), Международного христианского университета (Япония) (2011—2015) и школы управления Guanghua (Китай) (2008—2014).
С 2000 по 2016 год входил в попечительский совет фонда целевого капитала Российской экономической школы, а в 2008—2009 годах — в консультативный совет фонда.
В 2005—2008 годах был членом совета фонда Организации международного бакалавриата (International Baccalaureate Organisation).
Рубен Варданян вошёл в состав жюри Yidan Prize — 2019 (Гонконг), крупнейшей в мире премии, которая вручается за вклад в развитие образования.

##### UWC Dilijan College
В 2014 году Рубен Варданян, Вероника Зонабенд и их партнёры открыли в Дилижане UWC Dilijan College (тогда — Дилижанская международная школа) — международную школу-пансион для талантливых подростков 16-19 лет, которые учатся два года перед поступлением в университет. Колледж входит в число 18 учебных заведений международной сети United World Colleges. Кампус UWC Dilijan построен в Дилижанском национальном парке по проекту британского архитектора Тима Флинна.
В 2016 году UWC Dilijan выпустил своих первых студентов. В июне 2019 года в четвёртом выпуске колледжа были более ста студентов из 61 страны. Всего с 2014 года обучение в дилижанском колледже прошли около 400 студентов из 105 стран. Около 95 % студентов UWC Dilijan учатся на гранты, которые полностью или частично покрывают стоимость их обучения и проживания.
Рубен Варданян и Вероника Зонабенд создали платформу Scholae Mundi («Школы мира»), которая помимо UWC Dilijan поддерживает целый ряд других инициатив в сфере образования. В их числе молодёжная стипендиальная программа «Выше мечты» в России, инициированная бывшими партнёрами «Тройки Диалог», летние образовательные программы для детей и подростков JUST DILIJAN IT! в Армении, совместная с Near East Foundation программа грантов на обучение в колледжах UWC для детей-сирот и подростков из лагерей беженцев из стран Ближнего Востока, совместная с Американским университетом Армении программа грантов для иностранных студентов университета, совместная с фондом «Луйс» грантовая программа для армянских студентов, окончивших колледж UWC и зачисленных в один из десяти лучших вузов по версии Академического рейтинга университетов мира.

### Сохранение объектов культурно-религиозного наследия
На средства Tatev Revival Foundation, соучредителем которого является Рубен Варданян, реализуется программа «Возрождение Татева», в рамках которой ведётся восстановление Татевского монастыря. В 2010 году была восстановлена и открыта для посетителей маслодавильня Дзит Ан. В 2015 году была налажена дренажная система монастыря, которая отводит грунтовые воды в ущелье реки Воротан. В 2015—2017 годах были восстановлены Северный вход и родник. В 2018 году завершились реставрационные работы в церкви Пресвятой Богородицы (Сурб Аствацацин). В 2019 году были восстановлены хозяйственные постройки монастыря и открылись другие зоны для посетителей.
В мае 2017 года в Нагорном Карабахе вновь открылась восстановленная церковь Пресвятой Богородицы в селе Мушкапат. В городе Шуше в октябре 2019 года завершилась реставрация соборной мечети Гевхар-аги. Работы были организованы и проведены фондом «Возрождение восточного исторического наследия» и другими фондами, основанными Варданяном.
17 сентября 2013 года состоялось торжественное открытие и освящение кафедрального собора храмового комплекса Российской и Ново-Нахичеванской епархии Армянской апостольской церкви в Москве. Рубен Варданян был одним из благотворителей проекта.
В 2015 году завершилось трёхлетнее восстановление кафедрального собора епархии Армянской апостольской церкви в Грузии, храма Сурб Геворг, профинансированное крупными жертвователями, в том числе Рубеном Варданяном. Для сбора пожертвований, регулирования финансовых потоков, а также осуществления технического надзора за работами по реконструкции церкви и реставрации фресок был создан Фонд реконструкции церкви Сурб Геворг.

### Филантропия и социальное предпринимательство в Армении
В начале 2000-х годов Рубен Варданян и американский венчурный инвестор и филантроп армянского происхождения Нубар Афеян вместе с партнёрами осуществили проект «Армения-2020». Его целью было определить перспективы развития страны до 2020 года. Следствием проекта «Армения-2020» стали социально-предпринимательские и филантропические проекты, инициированные Варданяном и Афеяном в последующие годы. Реализацией многих из них занимается благотворительный фонд «Инициативы развития Армении» (Initiatives for Development of Armenia, IDeA). Один из наиболее известных проектов фонда — строительство самой длинной в мире реверсивной канатной дороги «Крылья Татева», ведущей к Татевскому монастырю. С открытием в 2010 году канатной дороги значительно вырос туристический поток, что положительно отразилось на экономике ближайшего к Татеву города Гориса и окрестных селений: в них открылось несколько десятков отелей, улучшилась транспортная и начала развиваться туристическая инфраструктура, появились новые рабочие места, активизировалась культурная жизнь.

#### Научно-технологический фонд Армении
В 2016 году запустился Научно-технологический фонд Армении (Fund for Armenian Science and Technology, FAST), призванный сформировать в стране среду для технологических инноваций и мобилизовать научные, технологические и финансовые ресурсы как Армении, так и армянской диаспоры. Учредителями FAST стали Рубен Варданян и Нубар Афеян от имени фонда IDeA, отец Месроп Арамян от имени фондов «Айб» и «Луйс», IT-предприниматель Артур Алавердян. Первоначальный объём фонда в 15 млн долларов планируется направить на четыре направления: образование, исследования, стартапы и производство.

### Гуманитарная инициатива «Аврора»
В марте 2014 года в Нью-Йорке было объявлено о запуске проекта 100 LIVES, приуроченного к столетию геноцида армян. Тогда же было объявлено об учреждении международной гуманитарной премии «Аврора» (Aurora Prize for Awakening Humanity), которая будет ежегодно присуждаться «тем, кто рискует своей жизнью ради спасения других». Призовой фонд премии — $1,1 млн, из них 100 тысяч получает лауреат, остальную сумму он имеет возможность передать выбранным им благотворительным организациям. Основателями премии, названной в честь Авроры Мардиганян, выступили Рубен Варданян, Нубар Афеян и Вартан Грегорян.
В 2016 году первым лауреатом премии стала основательница «Дома Шалом» и госпиталя REMA в Бурунди Маргерит Баранкитс, которая спасла тысячи детей и оказывала помощь сиротам и беженцам, пострадавшим от гражданской войны в этой стране. В 2017 году премию получил американский врач-миссионер Том Катена, единственный врач на контролируемой повстанцами территории в Нубийских горах в Судане. Доктор Катена стал председателем Гуманитарной инициативы «Аврора» в 2018 году. Премия «Аврора» — 2018 была вручена адвокату и правозащитнику из Мьянмы Чжо Ла Ауну, который борется за права этнической группы рохинджа. Лауреатом 2019 года стал езидский активист Мирза Диннайи, соучредитель и директор организации Luftbrücke Irak (нем. Воздушный мост в Ирак), который спасает своих соплеменников езидов, жертв войны в Ираке, эвакуирует женщин и детей с территории, подконтрольной Исламскому государству, и вывозит их на лечение в Германию.
В рамках инициативы «Аврора» проводятся Диалоги «Аврора» — дискуссии о гуманитарных проблемах, стоящих перед мировым сообществом «Аврора». В ходе Диалогов «Аврора» проходит презентация Гуманитарного индекса «Аврора» — исследования общественного восприятия наиболее значимых гуманитарных вызовов. В июле 2019 года была запущена глобальная краудфандинговая кампания #AraratChallenge, направленная на сбор пожертвований для нуждающихся в базовой гуманитарной поддержке и помощи. В октябре 2019 года в Армении впервые прошёл Форум «Аврора», который объединил мероприятия, приуроченные к вручению премии «Аврора», Глобальный инновационный форум, проводимый FAST, фестиваль #AraratChallenge, кинофестиваль, конференции, дискуссии, концерты и выставки.

### Развитие инфраструктуры благотворительности
Значительную часть своего времени Рубен Варданян посвящает проектам, связанным с развитием инфраструктуры благотворительности в России. В 2014 году Рубен Варданян запустил проект Philin (Philanthropy Infrastructure — «Инфраструктура благотворительности»), который предоставляет некоммерческим организациям услуги бэк-офиса. Philin берёт на аутсорсинг юридическую, IT-, финансовую и кадровую деятельность НКО, а также проводит аудит эффективности работы фондов и готовит отчётность перед жертвователями. За пять лет существования проекта с Philin поработали более 100 российских НКО, на конец 2019 года с проектом сотрудничали 50 фондов.

## Общественная деятельность
Рубен Варданян в разное время входил в советы организаций, составляющих инфраструктуру российского рынка ценных бумаг и регулирующих его работу: совет директоров Некоммерческого партнерства развития финансового рынка «Фондовая биржа РТС» (НП РТС) (1998—2001), биржевой совет Московской фондовой биржи (1997—2002), экспертный совет Федеральной комиссии по рынку ценных бумаг (ФКЦБ России) (1996—2002), совет директоров ЗАО «Депозитарно-Клиринговая Компания» (1995—1999), а также в совет директоров Национальной ассоциации участников фондового рынка (НАУФОР) (1997—2006), в том числе два года (1997—1998) в качестве председателя совета.
С 2000 года является членом Российского союза промышленников и предпринимателей, вплоть до 2012 года входил в бюро правления РСПП. С 2002 года входит в комитет арбитров объединённой комиссии по корпоративной этике РСПП, с 2009 года — в комитет по инновационной политике и инновационному предпринимательству.
C 2001 года — член американской «Организации молодых президентов» (Young Presidents Organisation — YPO), в том же году основал её отделение в России и был первым его председателем до 2006 года.
С 2010 года входит в попечительский совет Фонда поддержки публичной дипломатии им. А. М. Горчакова. С 2015 года — соучредитель, член совета фонда Центра внешнеполитического сотрудничества имени Е. М. Примакова.
Был одним из основателей «Клуба 2015» — сообщества профессиональных управленцев, разрабатывавших сценарии развития России до 2015 года.
В 2015—2017 годах входил в консультативный совет неправительственной международной организации по оказанию чрезвычайной гуманитарной помощи Not on Our Watch, основанной кинематографистом Джорджем Клуни, киноактерами Мэттом Деймоном, Брэдом Питтом и др. С 2020 года входит в консультативный совет британской некоммерческой организации Brazzaville Foundation, патроном которой является принц Майкл Кентский.
18 января 2019 года совет директоров «Аналитического кредитного рейтингового агентства» обратился к Рубену Варданяну с предложением войти в состав совета директоров Агентства.
Варданян является одним из инициаторов проектов «Армения-2020/ 2031/ 2041», цель которых — определить перспективы развития страны. С 2007 по 2014 год был членом попечительского совета Фонда национальной конкурентоспособности Армении. С 2008 по 2017 год входил в Верховный духовный совет Армянской апостольской церкви. С 2016 года до закрытия в 2018 году входил в совет попечителей Центра стратегических инициатив, учрежденного правительством Армении. В 2016—2018 годах являлся членом центрального совета директоров Всеармянского благотворительного союза (AGBU, США).
5 октября 2020 года, когда уже была в разгаре Вторая карабахская война, Варданян выступил с обращением к руководству России и иных стран мира, «предвидя глубину трагедии, которая может случиться».

## Награды
- Орден Святого Месропа Маштоца (3 сентября 2011 года, Армения) — по случаю 20-летия независимости Республики Армения, за значительный вклад в защиту национальных интересов, многолетнюю и плодотворную проармянскую деятельность, самоотверженность и заслуги в обеспечении развития и прогресса Республики Армения[120].
- Орден «Дуслык» (2018 год, Татарстан, Россия) — за плодотворное сотрудничество с Республикой Татарстан в области промышленности, вклад в развитие предпринимательства и активную общественную деятельность.
- Орден Святого Григория Просветителя (2013 год, Армянская апостольская церковь).
- В числе наград Рубена Варданяна «Бизнесмен года» (1999) Американской торговой палаты в России, «Лучший бизнес-менеджер на российском рынке капитала» (1999, 2000) журнала «Карьера», «Предприниматель года» в России (2004) Ernst & Young, «Лучший инвестиционный банкир года» (2004, конкурс «Элита фондового рынка») НАУФОР, премия в области менеджмента «Аристос» (2006), «Человек года» как лучший бизнесмен (2010) журнала GQ[7][121].
- В 2001 году журнал Fortune включил Варданяна в свой список «25 восходящих звёзд нового поколения». В этом же году Варданян вошёл в список «100 мировых лидеров будущего» Всемирного экономического форума[7][122].
- В 2018 году стал обладателем награды AIB Presidential Award (США) за вклад в развитие образования. Тогда же Рубену Варданяну и Нубару Афеяну, сооснователям Гуманитарной инициативы «Аврора», была вручена награда Common Ground Awards[англ.], которая присуждается за выдающиеся достижения в области урегулирования конфликтов, развитие местных общин и укрепление мира[7].

## Призыв исключить Варданяна из списка претендентов на Нобелевскую премию мира
В апреле 2024 года официальное представительство Международного Нобелевского информационного центра Украины направило апелляцию в Нобелевский комитет, подписанную 18 народными депутатами Верховной Рады Украины, с призывом отклонить кандидатуру российского миллиардера Рубена Варданяна как номинанта на Нобелевскую премию мира. Чуть позже, в мае того же года, парламентская группа Национальной либеральной партии Румынии призвала исключить Варданяна из списка кандидатов на Нобелевскую премию мира, назвав его «врагом Украины» и «спонсором российской агрессии на постсоветских территориях». В то же время 12 других членов Палаты депутатов Румынии, включая румынского евродепутата Кристиана Терцеса, подписали письма с аналогичными обращениями. 11 мая того же года парламентское большинство из 71 члена Сейма Республики Литва подписало коллективное письмо с призывом к Нобелевскому комитету отклонить кандидатуру миллиардера Рубена Варданяна на Нобелевскую премию мира 2024 года и в последующие годы.

## Семья
Женат, отец четверых детей. Старший из сыновей Варданяна, Давид, служил в армии в Нагорном Карабахе во время «апрельской войны».
Жена — Вероника Феликсовна Зонабенд, в 1990 году окончила МАИ; работала инженером в НИИ авиационного оборудования, с 1993 года занимала должность заместителя директора валютного департамента Тверьуниверсалбанка; в 1994—1995 годах обучалась в Лондонской школе экономики и политических наук по специальности «банковское дело и финансы», с 1999 года занималась предпринимательской деятельностью. Является соучредителем и председателем совета директоров UWC Dilijan College в Армении; входит в советы попечителей UWC International (Великобритания) и Американского университета Армении, а также возглавляет совет директоров образовательного фонда Teach For Armenia; занимается деятельностью семейного фонда, реализующего филантропические и социально-предпринимательские проекты в Армении и России.
Старшая сестра — Маринэ Алэс, композитор, автор песен на армянском и русском языках, член художественного совета Гуманитарной инициативы «Аврора», член попечительского совета благотворительного фонда «Подари жизнь — Армения».